# Encarsia merceti
Encarsia merceti är en stekelart som beskrevs av Filippo Silvestri 1926. Encarsia merceti ingår i släktet Encarsia och familjen växtlussteklar. Inga underarter finns listade i Catalogue of Life.